# Розплавлення активної зони ядерного реактора

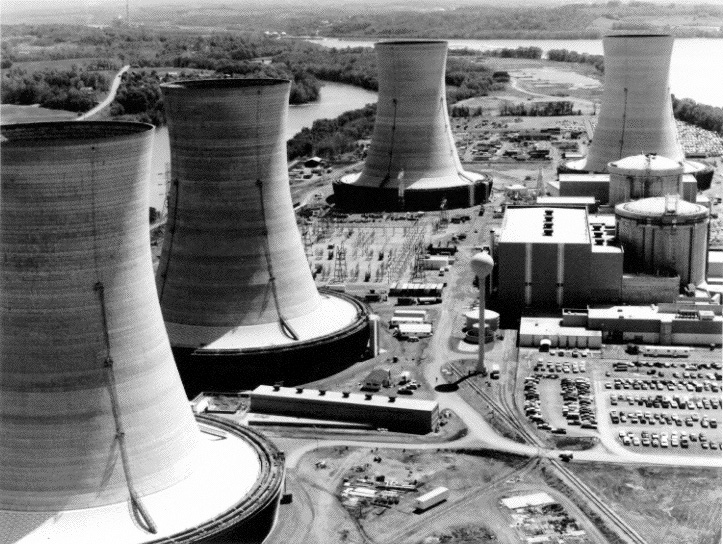
АЕС Три-Майл-Айленд (США), де відбулася аварія з частковим мелтдауном

Розплавлення активної зони ядерного реаактора (у сленгу — мелтдаун від англ. meltdown) — неофіційний термі на позначення серйозної ядерної аварії, внаслідок якої ядерне паливо в реакторі може пошкодитися від перегріву. Офіційно міжнародні організації цей термін не застосовують. Термін набув поширення після аварії на Три-Майл-Айленд у 1979 році.

## Небезпека від розплавлення
Оскільки більшість палива міститься в паливних таблетках, серйозний витік радіації може статися лише при пошкодженні зроблених із них ТВЕЛів. Однією з найпоширеніших причин їхнього руйнування -- це висока температура.
Малоймовірно, втім можливо, що температури при розплавленні може бути достатньо, щоб пропалити корпус реактора і фундамент. Вкрай мала імовірність цього підкреслюється жартівливим терміном «Китайський синдром», що походить від жарту про буцімто можливість палива при аварії пройти крізь усю Землю і дійти до Китаю.
У деяких реакторах (ВВЕР-1200, EPR додано пристрій локалізації розплаву (пастка розплаву), що перешкоджає його проникненню до фундаменту.

## Причини зростання температури

### Залишкове тепловиділення
Після зупинки реактора навіть за повного припинення ланцюгової реакції тепловиділення продовжується за рахунок радіоактивного розпаду накопичених актиноїдів та інших продуктів поділу. Виділена після зупинки потужність залежить від кількості накопичених продуктів поділу, для її розрахунку використовують формули від різних науковців. Найбільшого поширення зазнала формуля Вея—Віґнера. Згідно з нею, потужність залишкового тепловиділення розраховується за законом:
{\displaystyle {\frac {W_{\beta ,\gamma }}{W_{0}}}=6,5\cdot 10^{-2}\cdot \left[\tau _{c}^{-0,2}-\left(\tau _{c}+T\right)^{-0,2}\right]}, де:
- {\displaystyle W_{\beta ,\gamma }} — потужність залишкового тепловиділення реактора через час {\displaystyle \tau _{c}} після його зупинки;
- {\displaystyle W_{0}} — потужність реактора до зупинки, на якій він працював протягом часу {\displaystyle T}
- час виражено у секундах (оскільки в деяких формулах час виражено в добах)

На початковому етапі після зупинки, коли {\displaystyle \tau _{c}\ll T}, можна скористатися спрощеною залежністю:
{\displaystyle W_{\beta ,\gamma }=6,5\cdot 10^{-2}\cdot W_{0}\cdot \tau _{c}^{-0,2}}
Таким чином, у перші секунди після зупинки залишкове тепловиділення складатиме 6,5 % від рівня потужності до зупинки. Через годину — приблизно 1,4 %, через рік — 0,023 %. Через це тепловідведення від реактора необхідне за будь-яких умов. На випадок екстреної зупинки конструкція забезпечена системами аварійного охолодження (расхолаживания) активної зони з електропостачанням від резервних дизельних електростанцій.